# 人文科学研究科
人文学研究科（じんぶんかがくけんきゅうか、英称：The Graduate School of Humanities）は、日本の大学院研究科のうち、人文科学に関する高度な教育・研究を行う機構の1つである。文学研究科や人文社会科学研究科とも研究分野は重なることが多い。

## 概要
主に、人文科学部、文学部または人文学部などの人文科学系学部の上位に連続した形で設置され、博士前期課程（修士課程）および博士後期課程（博士課程）あるいはそれに相当する課程で構成される。学位は、修士課程は修士（人文科学）を、博士課程は博士（人文科学）を修めることができる。包摂する領域を掲げる研究科、専攻またはコースは、それに相当する専攻名称等に応じた学位を修める。

## 人文科学研究科を置く大学

### 国立
- 茨城大学
- 信州大学
- 富山大学
- 山口大学
- 九州大学（人文科学府）

### 公立
- 東京都立大学

### 私立
- 宮城学院女子大学
- 跡見学園女子大学
- 川村学園女子大学
- 城西国際大学
- 和洋女子大学
- 学習院大学
- 国士舘大学
- 駒澤大学
- 駒沢女子大学
- 清泉女子大学
- 法政大学
- 武蔵大学
- フェリス女学院大学
- 名古屋女子大学
- 大谷大学
- 甲南大学
- 就実大学
- 広島修道大学
- 福岡大学

## 人文科学研究科と類似する研究科名称
- 甲南女子大学 人文科学総合研究科
- 神奈川大学　  人文学研究科